# Skaldowie
Gli Skaldowie sono un gruppo musicale rock polacco originario di Cracovia.
Furono particolarmente popolari dagli anni '60 agli anni '80. Con la loro formazione musicale e la vicinanza alla tradizione folcloristica della zona montagnosa del Podhale, molti dei loro brani presentano una fusione di musica rock, folk e classica. Il nome del gruppo deriva dalla parola norrena skald, il poeta attivo nelle corti scandinave durante l'era vichinga.
Devono il loro successo ai testi di Agnieszka Osiecka, Wojciech Młynarski e Leszek Aleksander Moczulski.

## Storia
Gli Skaldowie si sono formati nel 1965 a Cracovia. I nonni materni dei suoi membri fondatori Andrzej e Jacek Zieliński provenivano da Zakopane, città sui monti Alti Tatra, ed entrambi i ragazzi frequentavano dunque la montagna; di conseguenza molte delle loro composizioni includono riferimenti alla musica popolare della regione.
Il loro terzo LP, Cała jesteś w skowronkach ("Sei completamente circondato da allodole") è ancora uno dei dischi di maggior successo della loro carriera. Questo titolo divenne poi un'espressione del linguaggio colloquiale e significa qualcosa come "entrare in un gioioso entusiasmo".
Tra il 1970 e il 1973 il gruppo ha suonato rock progressivo. 
Gli Skaldowie ebbero grande successo nel 1972 grazie ai riferimenti alla musica dei górale ("montanari") della regione del Podhale presenti nel loro innovativo album Krywań, Krywań (il Monte Kriváň è una montagna sul lato slovacco degli Alti Tatra). La title track di 18 minuti, indicata come "suite" sulla copertina dell'album, era una fusione di musica rock, folk e classica con citazioni di opere di Bach, Borodin, Mussorgsky, Rossini e altri. I testi, sebbene accreditati come canzone popolare, erano in realtà tratti dal poema folcloristico Krywaniu, Krywaniu wysoki! ("Kriváň, alto Kriváň!") di Kazimierz Przerwa-Tetmajer edito nel 1903.
Tra il 1966 e il 1980 hanno ricevuto numerosi premi nazionali e sono stati uno dei gruppi musicali di maggior successo in Polonia.

## Formazione

### Formazione attuale
- Andrzej Zieliński – voce, tastiere, compositore (1965–1982, dal 1990)
- Jacek Zieliński – violino, tromba, voce (1965–1982, dal 1987)
- Konrad Ratyński – basso, voce (1968–1982, dal 1987)
- Jerzy Tarsiński – chitarra (1967–1982, dal 1987)
- Jan Budziaszek – percussioni (1967–1982, dal 1987)
- Grzegorz Górkiewicz – tastiere (dal 1987)

### Ex componenti
- Feliks Naglicki
- Zygmunt Kaczmarsk
- Janusz Kaczmarski
- Jerzy Fasiński
- Marek Jamrozy
- Tadeusz Gogosz
- Krzysztof Paliwoda
- Marian Pawlik
- Stanisław Wenglorz
- Marek Surzyn
- Jerzy Bezucha
- Benedykt Radecki
- Andrzej Mossakowski
- Tadeusz Toczyski
- Jerzy Piotrowski
- Wiktor Kierzkowski,
- Zbigniew Balicki

## Discografia parziale

### Album
- 1967 - Skaldowie (Pronit)
- 1968 - Wszystko mi mówi, że mnie ktoś pokochał (Pronit)
- 1969 - Cała jesteś w skowronkach (Polskie Nagrania Muza)
- 1970 - Od wschodu do zachodu słońca (Polskie Nagrania Muza)
- 1971 - Ty (Polskie Nagrania Muza)
- 1971 - Skaldowie Kraków (Amiga, DDR), deutschsprachig
- 1972 - Krywań, krywań (Polskie Nagrania Muza)
- 1973 - Wszyskim zakochanym (Polskie Nagrania Muza)
- 1973 - Skal’dy (Melodija, Sowjetunion)
- 1976 - Stworzenia świata druga (Polskie Nagrania Muza)
- 1976 - Szanujmy wspomnienia (Polskie Nagrania Muza; due versioni con copertine differenti)
- 1979 - Rezerwat miłości (Polskie Nagrania Muza)
- 1980 - Droga ludzi (Pronit)
- 1989 - Nie domykajmy drzwi (Polskie Nagrania Muza)
- 1991 - Greatest Hits Vol. 1 (Polskie Nagrania Muza)
- 1992 - Greatest Hits Vol. 2 (Polskie Nagrania Muza)
- 1995 - Ballady
- 1996 - Podróż magiczna (Digiton)
- 1999 - Krywań Out of Poland (Wydawnictwo), live 1972/73 in Unione Sovietica e DDR
- 2000 - Antologia (Pomaton)
- 2001 - Złota kolekcja (Pomaton)
- 2003 - 45 rpm - Kolekcja czwórek (Polskie Nagrania Muza)
- 2006 - Harmonia świata (Polskie Radio)
- 2007 - 60 Jahre AMIGA Box Nr. 10 (Amiga), in tedesco, ripubblicato nel 2008 come Die großen Erfolge
- 2007 - Ciska krzyczy (Wydawnictwo 21), live da Leningrado 1972
- 2008 - Na dwa fortepiany (Fonografia)
- 2010 - Progressive Rock Years (1970–1973) (Enigmatic)
- 2010 - Z biegiem lat (Polskie Radio), Album doppio CD
- 2010 - Oddychać i kochać (Fonografia)
- 2019 - Taki blues